# Industry Baby
«Industry Baby» (стилизовано под маюскул) — песня американских рэперов Lil Nas X и Джека Харлоу. Он был выпущен 23 июля 2021 года на лейбле Columbia Records. Песня была спродюсирована Канье Уэстом и Take a Daytrip. Это третий сингл Lil Nas X, который вышел в 2021 году после «Montero (Call Me by Your Name)» и «Sun Goes Down», все три песни вошли в его дебютный студийный альбом Montero. Трек был охарактеризован как хип-хоп гимн, вдохновлённый поп-музыкой.

## История
В марте 2021 года Nike, Inc. подала иск на арт-коллектив MSCHF, который разработал Сатанинскую обувь (англ. Satan Shoes) в качестве рекламы к песне Lil Nas X «Montero (Call Me by Your Name)». Дело было урегулировано в апреле, хотя 16 июля рэпер опубликовал на TikTok видео, в котором утверждал, что 19 июля у него предстоит судебное слушание по этому поводу. Дата предполагаемого судебного слушания, однако, оказалась тизером для «Industry Baby». В промо альбома был сделан веб-сайт.
В конце июня в сеть просочилась демо-версия песни с немного другой инструментальной частью и без гостевого участия от Харлоу.
В преддверии релиза Lil Nas X поделился письмом, адресованным самому 20-летнему себе, в котором отмечалось, что эта песня предназначена «для нас». Среди прочего, он пишет о своём застое во время пандемии COVID-19, остракизме из-за своей сексуальности и о том, что он должен оставаться сильным перед лицом невзгод, чтобы засвидетельствовать свой будущий успех.
Наряду с выпуском песни и видеоклипа 23 июля 2021 года Lil Nas X также сотрудничал с некоммерческой организацией The Bail Project через Bail X Fund, собирая деньги с целью положить конец денежному залогу в Соединённых Штатах Америки.

## Видеоклип
Местом действия клипа является вымышленная тюрьма Montero State Prison. По сюжету видео Lil Nas X отбывает пятилетний срок за то, что он гей. В клипе есть отсылки к фильму «Побег из Шоушенка».

### Противоречия
Противоречия возникли из-за сцены в душе, где обнажённый исполнитель танцует.[уточнить]

## Участники записи
Информация взята из Tidal.
- Lil Nas X – основной исполнитель, автор песни
- Джек Харлоу – приглашённый исполнитель, автор песни
- Take a Daytrip – продюсирование
  - Дэвид Барел – автор песен
  - Дензел Баптист – автор песен, инженеринг
- Канье Уэст – продюсирование
- Ник Ли – автор песен, сопродюсирование
- Рой Лензо – инженеринг
- Дэвид Дикенсон – ассистент записи
- Дрью Слигер – ассистент записи
- Мервин Хернандез – ассистент записи
- Эрик Лагг – мастеринг
- Патризио «Teezio» Пиглиапоко – сведение

## История выпуска
| Регион | Дата           | Формат(ы)                   | Лейбл    | Примечания |
| ------ | -------------- | --------------------------- | -------- | ---------- |
| Мир    | 23 июля 2021   | Цифровая загрузка стриминг  | Columbia | [ 19 ]     |
| США    | 3 августа 2021 | Rhythmic contemporary radio | Columbia | [ 20 ]     |

## Чарты
| Чарт (2021)                            | Высшая позиция |
| -------------------------------------- | -------------- |
| Аргентина (Argentina Hot 100)          | 74             |
| Австралия (ARIA)                       | 5              |
| Австрия (Ö3 Austria Top 40)            | 9              |
| Бельгия/Фландрия (Ultratop 50)         | 22             |
| Бельгия/Валлония (Ultratop 50)         | 10             |
| Канада (Billboard Canadian Hot 100)    | 3              |
| Канада (Billboard CHR/Top 40)          | 12             |
| Чехия (Singles Digitál Top 100)        | 3              |
| Дания (Tracklisten)                    | 4              |
| Финляндия (Suomen virallinen lista)    | 5              |
| Франция (SNEP)                         | 6              |
| Германия (GfK)                         | 9              |
| Мир (Billboard Global 200)             | 3              |
| Греция (IFPI)                          | 1              |
| Венгрия (Single Top 40)                | 11             |
| Венгрия (Stream Top 40)                | 4              |
| Индия (IMI)                            | 7              |
| Ирландия (IRMA)                        | 5              |
| Италия (FIMI)                          | 24             |
| Литва (AGATA)                          | 5              |
| Малайзия (RIM)                         | 8              |
| Нидерланды (Dutch Top 40)              | 27             |
| Нидерланды (Single Top 100)            | 10             |
| Новая Зеландия (Recorded Music NZ)     | 3              |
| Норвегия (VG-lista)                    | 3              |
| Португалия (AFP)                       | 1              |
| Сингапур (RIAS)                        | 4              |
| Словения (Singles Digitál Top 100)     | 2              |
| ЮАР (RISA)                             | 4              |
| Испания (PROMUSICAE)                   | 37             |
| Швеция (Sverigetopplistan)             | 12             |
| Швейцария (Schweizer Hitparade)        | 4              |
| Великобритания (OCC UK Singles)        | 5              |
| Великобритания (OCC UK Hip Hop/R&B)    | 1              |
| США (Billboard Hot 100)                | 2              |
| США (Billboard Dance/Mix Show Airplay) | 34             |
| США (Billboard Hot R&B/Hip-Hop Songs)  | 1              |
| США (Billboard Pop Airplay)            | 11             |
| США (Billboard Rhythmic)               | 2              |

## Сертификации
| Регион                                                                      | Сертификация  | Продажи   |
| --------------------------------------------------------------------------- | ------------- | --------- |
| Австралия (ARIA)                                                            | Золотой       | 35 000    |
| Новая Зеландия (RMNZ)                                                       | 2× Платиновый | 60 000    |
| Испания (PROMUSICAE)                                                        | Золотой       | 20 000    |
| США (RIAA)                                                                  | Платиновый    | 1 000 000 |
| Данные о продажах + прослушиваниях приведены только на основе сертификации. |               |           |